# Jessica Jones (serie de televisión)
Marvel's Jessica Jones, o simplemente Jessica Jones, es una serie de televisión estadounidense creada por Melissa Rosenberg para el servicio de streaming, Netflix, basada en el personaje de Marvel Comics del mismo nombre. Está ambientada en el Universo cinematográfico de Marvel, compartiendo continuidad con las películas de la franquicia, y fue la segunda serie de Netflix que condujo a la miniserie cruzada The Defenders (2017). La serie fue producida por Marvel Television, en asociación con ABC Studios y Tall Girls Productions, con Rosenberg actuando como showrunner. Scott Reynolds fue co-showrunner de la tercera temporada.
Krysten Ritter protagoniza como Jessica Jones, una ex superheroína convertida en investigadora privada que abre su propia agencia de detectives, Alias Investigations. Rachael Taylor, Eka Darville y Carrie-Anne Moss también protagonizan, con Mike Colter, Wil Traval, Erin Moriarty y David Tennant uniéndose a ellos para la primera temporada, J. R. Ramírez, Terry Chen, Leah Gibson y Janet McTeer se unen al elenco de la segunda temporada, y Benjamin Walker, Sarita Choudhury, Jeremy Bobb y Tiffany Mack se unen para la tercera temporada. Rosenberg desarrolló una versión de la serie para ABC en 2010, pero la cadena la rechazó. Rosenberg 
comenzó a reelaborar la serie para Netflix a finales de 2013 como A.K.A. Jessica Jones, con el título más tarde siendo simplificado. Ritter fue elegida como Jones en diciembre de 2014, y la serie tuvo una influencia específica de los creadores del personaje, Brian Michael Bendis y Michael Gaydos. El rodaje se llevó a cabo en la ciudad de Nueva York, en áreas que aún parecen antiguas Hell's Kitchen.
La primera temporada se estrenó en su totalidad en Netflix el 20 de noviembre de 2015, seguida de la segunda el 8 de marzo de 2018 y la tercera el 14 de junio de 2019. Recibieron críticas positivas y recibieron numerosos elogios, incluido un Premio Peabody, Premio Hugo y Premio Primetime Creative Arts Emmy. Netflix canceló Jessica Jones el 18 de febrero de 2019. Todas las series de Marvel de Netflix se eliminaron de Netflix el 1 de marzo de 2022, luego de que Disney recuperara la licencia para ellas. Comenzaron a transmitirse en Disney+ a partir del 16 de marzo de 2022.

## Sinopsis
Jessica Jones es una mujer con superpoderes que tuvo una breve carrera de superhéroe hasta un incidente en el que el villano Kilgrave hizo que matara a alguien. Después de ese incidente, se convierte en investigadora privada. Cuando Kilgrave reaparece, Jessica debe levantarse para detenerlo.
En la segunda temporada, Jessica Jones descubre que su madre aún está viva debido a los experimentos realizados por Karl Malus.
En la tercera temporada, Jessica Jones se enfrenta a Gregory Sallinger, un enemigo que está decidido a demostrar que ella es un fraude, así como su hermana adoptiva convertida en vigilante asesina Trish Walker.

## Elenco y personajes

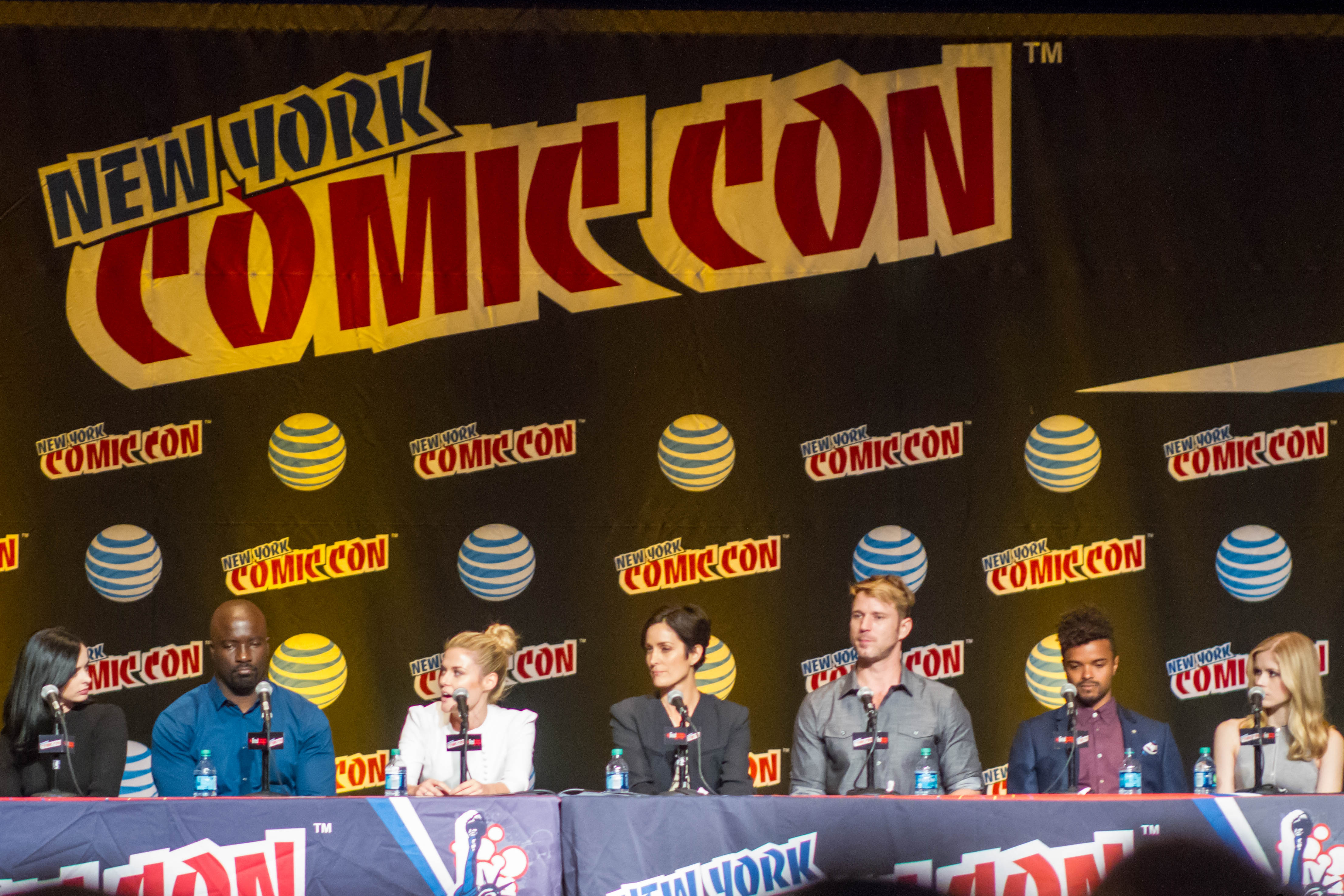
Elenco de Jessica Jones en la New York Comic Con de 2015. (De izquierda a derecha: Ritter, Colter, Taylor, Moss, Traval, Darville, Moriarty)

- Krysten Ritter como Jessica Jones: 
Una ex superheroína con fuerza sobrehumana y vuelo limitado que sufre de PTSD que dirige su propia agencia de detectives,[4][5] Alias Investigations.[6] La showrunner, Melissa Rosenberg tenía a Ritter de primera en su lista para interpretar a Jones, incluso cuando Rosenberg estaba desarrollando la serie para ABC.[7] El director de Marvel Television, Jeph Loeb señaló que el personaje "tiene problemas reales con una serie de cosas de las que abusa. Y no vamos a rehuir eso". A veces es una total estúpida. Pero creo que en el fondo es una buena persona".[7] Ritter ganó 10 libras (4,5 kg) de músculo para el papel.[8] Elizabeth Cappuccino interpretó a una joven Jessica.[9]
- Mike Colter como Luke Cage:
Un hombre con una fuerza sobrehumana y una piel irrompible, a quien Jones se encuentra en el curso de una investigación.[10][11] Colter ganó 30 libras (13,6 kg) de músculo para el papel,[12] y describió al personaje como "un un personaje más oscuro, valiente y tangible que Iron Man o Thor. Le gusta mantener las cosas cerca de su pecho, operar en el silencio".[11] Colter estaba complacido y sorprendido de que la audiencia "captara" al personaje, ya que Luke "era un hombre de pocas palabras" y mucho subtexto", lo cual fue refrescante: "íbamos a por este personaje de una manera de una manera que decía poco pero decía mucho [...] Sentí que la gente entendió las sutilezas".[13]
- Rachael Taylor como Patricia "Trish" Walker:
Una ex modelo y estrella infantil conocida como "Patsy", hermana adoptiva de Jones y mejor amiga que ahora trabaja como presentadora de radio.[14] La mejor amiga de Jones iba a ser Carol Danvers cuando Rosenberg estaba desarrollando la serie en ABC[15][16] pero se cambió a Walker debido a la naturaleza cambiante del MCU y al hecho de que Danvers aparecería en su propia película. Rosenberg finalmente encontró que esto era "mucho más apropiado [...] era mejor que la mejor amiga [de Jessica] no fuera alguien con poderes. De hecho, termina siendo un gran espejo para ella".[16] Loeb dijo: "Lo más importante es la relación entre [Walker] y Jessica, y cómo estas dos mujeres que son [hermanas] pueden ser tan diferentes y, sin embargo, creer en el mismo tipo de cosas".[17] Al final de la segunda temporada, después de haber resentido las habilidades de Jessica y posteriormente haber matado a su madre, Trish adquiere poderes de reflejos mejorados y agilidad y se convierte en una justiciera en la tercera temporada, y finalmente actúa como la principal antagonista de la temporada. Catherine Blades interpretó a una joven Trish.
- Wil Traval como Will Simpson:
Un sargento del Departamento de Policía de la Ciudad de Nueva York que se toma muy en serio su trabajo.[6][18] Traval sintió que Simpson ve todo en "blanco y negro" y que "se puede hacer justicia fácilmente", lo opuesto a Jessica, quien "lidia en un mundo gris" que hace que los dos tengan fricciones entre ellos.[19] Traval describió al personaje como "reinventado" y "reformado" para la serie a partir del de los cómics, ya que el personaje del cómic era "un poco difícil de manejar". [Él] era solo un loco psicótico".[19][20][21]
- Erin Moriarty como Hope Shlottman: 
Una estudiante-atleta que asiste a la Universidad de Nueva York y es cliente de Alias Investigations.[6] [19][21] Moriarty llamó a su personaje un "polo opuesto" a Jessica Jones, y describió a Hope como "una chica estadounidense, [inocente y] realmente seria". En el transcurso de la primera temporada, los dos forman un vínculo y Jessica se vuelve protectora de Hope debido a una experiencia compartida que tienen con Kilgrave.[22]
- Eka Darville como Malcolm Ducasse:
El vecino de Jones que lucha contra la adicción a las drogas, lo que hace que su viaje personal se entrelace con el de ella.[6][19] Darville declaró que Malcolm era un personaje nuevo para la serie, aunque inspirado en los "personajes semilla" de los cómics. También sintió que interpretar al personaje con la adicción a las drogas "fue bastante intenso y oscuro" y que la relación de Malcolm con Jessica "es como un cambio entre víctima y salvador [...] mucho más [como un hermano] que cualquier otra cosa".[19]
- Carrie-Anne Moss como Jeri Hogarth:
Abogada y aliada potencialmente poderosa de Jones, que contrata a Jones para los casos.[23][24] El género del personaje se cambió de masculino a femenino para la serie, y el personaje se convirtió en lesbiana.[25] Moss se unió a la serie después de leer los dos primeros guiones, habiendo sido presentado el personaje por Loeb y Rosenberg. Moss describió al personaje como feroz, fuerte y poderoso, y "a ella le gusta ese poder". Trabajó "algunos días en cada episodio", lo que le permitió hacer crecer al personaje a lo largo de la serie, sin saber en qué se convertiría el personaje mientras interpretaba cada momento, que notó que era cómo es la vida real.[26]
- David Tennant como Kilgrave:
Un hombre del pasado de Jones que puede controlar mentes.[27] Nació como Kevin Thompson y fue experimentado cuando era un niño pequeño, ganando sus poderes. Loeb lo llamó "un hombre terrible que no se ve a sí mismo como terrible" y lo comparó con Wilson Fisk de Vincent D'Onofrio en Daredevil, diciendo, "habrá momentos [al ver Daredevil] cuando te sientas incómodo porque no estás apoyando a Matt, estás apoyando a Wilson, y es el mismo tipo de cosas que "Vamos a encontrar en "Jessica". Habrá momentos en los que algunas de las cosas que ella hace sean bastante cuestionables. Y algunas de las cosas que, cuando aprendes sobre el personaje de Kilgrave y la forma en que David Tennant lo interpreta personaje, es realmente extraordinario".[28][18] James Freedson-Jackson interpretó a un joven Kilgrave.
- J. R. Ramirez como Oscar Arocho: Un pintor y el nuevo superintendente del edificio de Jones.[29] Es padre soltero de un niño llamado Vido, y él y Jones tienen una relación.
- Terry Chen como Pryce Cheng: Un investigador privado rival de Jones.[30]
- Leah Gibson como Inez Green: Una enfermera "sabia".[31]
- Janet McTeer como Alisa Jones:
La madre de Jessica, que sobrevivió al accidente automovilístico que mató al padre y al hermano de Jessica.[32] Ella y Jessica fueron ambos tratados en una clínica privada especializada en edición de genes, lo que les otorgó a ambos habilidades sobrehumanas. Fue declarada muerta y tratada en secreto. La extensión de sus heridas y los años de tratamiento afectaron su estabilidad mental. El personaje fue interpretado por primera vez por Miriam Shor en flashbacks durante la primera temporada,[33] antes de que McTeer asumiera el papel como personaje regular de la segunda temporada.[32]
- Benjamin Walker como Erik Gelden:
Un hombre con una capacidad empática mejorada para sentir la gravedad de maldad en los demás. Ha usado su habilidad para chantajear a varias personas, incluido Gregory Sallinger. Un interés amoroso por Jessica que también está tratando de ayudar a su hermana, Brianna.[34]
- Sarita Choudhury como Kith Lyonne: Violonchelista de concierto y antiguo amor de Jeri.[34]
- Jeremy Bobb como Gregory Sallinger: 
Un asesino en serie despiadado e hiperinteligente que se ha centrado en Jessica Jones para exponerla como un "fraude" porque cree que los "súper" han engañado a la vida con sus habilidades en lugar de ganar cosas a través del trabajo duro.[34]
- Tiffany Mack como Zaya Okonjo: Una asociada junior de Hogarth & Associates en quien Jeri llega a confiar. Está saliendo con Malcolm.[34]

## Episodios
| Temporada | Temporada | Episodios | Episodios | Lanzamiento original    | Lanzamiento original    |
| --------- | --------- | --------- | --------- | ----------------------- | ----------------------- |
|           | 1         | 13        | 13        | 20 de noviembre de 2015 | 20 de noviembre de 2015 |
|           | 2         | 13        | 13        | 8 de marzo de 2018      | 8 de marzo de 2018      |
|           | 3         | 13        | 13        | 14 de junio de 2019     | 14 de junio de 2019     |

## Producción

### Desarrollo
En diciembre de 2010, Melissa Rosenberg estaba desarrollando AKA Jessica Jones para ABC bajo su nuevo sello de producción Tall Girls Productions, junto con ABC Studios y Marvel Television. La serie, que estaría basada en la serie de cómics Alias y centrada en el personaje Jessica Jones, estaba destinada a emitirse en 2011 de la temporada televisiva 2011-12, con el director de Marvel Television, Jeph Loeb, Joe Quesada, Alan Fine y Howard Klein sirviendo como productores ejecutivos, y el escritor de Alias, Brian Michael Bendis actuando como consultor. En la Convención Internacional de Cómics de San Diego de 2011, Loeb dijo que la serie era "sobre una superheroína fallida que está reconstruyendo su vida como detective privada en la ciudad de Nueva York", e incluiría a los personajes Carol Danvers y Luke Cage. En noviembre, Rosenberg dijo que el programa ahora "esperaba estar en el cronograma" para 2012 de la temporada televisiva 2012-13, y agregó: "Me encanta este personaje. Ese es un personaje femenino increíblemente dañado, oscuro y complejo que patea traseros [...] [ella es] una ex superheroína con PTSD, trastorno de estrés postraumático". También afirmó que, mientras Cage era parte de la serie, la hija de la pareja, Danielle, aparecería "en el futuro". Rosenberg dijo más tarde ese mes que la serie reconocería la existencia del Universo cinematográfico de Marvel, con referencias a Tony Stark y Stark Industries en el guion piloto, pero admitió que "a medida que avanzamos, las cosas cambiarán en términos de lo que está disponible para nosotros, pero definitivamente estamos en ese universo. De ninguna manera estamos negando que ese universo existe. Y tanto como pueda, sacaré todo lo que pueda usar de allí". También confirmó que Danvers sería un personaje principal en la serie.
En mayo de 2012, el presidente de ABC, Paul Lee dijo que la cadena había rechazado la serie. Loeb reveló que ABC había solicitado que la serie cambiara su enfoque a Danvers como el personaje principal, que tiene "una gran vida" viviendo en la Quinta Avenida, con Jones convertida en un personaje secundario de la historia de Danvers. Más tarde ese año, Rosenberg vendía el programa a otras redes, diciendo: "No sé si es un programa de ABC. En realidad, podría ser un programa de cable. La novela gráfica [Alias] es la primera que Marvel hizo eso estaba destinado a servir a una audiencia adulta. Lo atenué un poco para el canal, pero es muy, muy fácil traducir eso al cable. Muy fácil". En octubre de 2013, Deadline Hollywood informó que Marvel estaba preparando cuatro series dramáticas y una miniserie, con un total de 60 episodios, para presentar a servicios de video bajo demanda y proveedores de cable, con Netflix, Amazon y WGN America expresando interés. Unas semanas más tarde, Disney anunció que Marvel Television y ABC Studios proporcionarían a Netflix series de acción en vivo centradas en Daredevil, Jessica Jones, Iron Fist y Luke Cage, lo que conduciría a una miniserie basada en Los Defensores. Rosenberg fue contratada para escribir y producir la nueva encarnación de la serie, que se reconfiguraría a partir de su proyecto original, que ella llamó una "nueva página" de su visión original. S. J. Clarkson se desempeñó como productor ejecutivo del primer episodio. Liz Friedman también sirve como productora ejecutiva de la serie durante la primera temporada. En diciembre de 2014, se reveló que el título oficial sería Marvel's A.K.A. Jessica Jones. Sin embargo, en junio de 2015, Marvel reveló que el título de la serie se acortaría a Marvel's Jessica Jones. En por qué se acortó el título, Loeb dijo: "Literalmente se convirtió en una de esas cosas que suceden. Hablamos sobre si ese era el mejor título para eso, y así fue como sucedió". Rosenberg agregó que el "AKA" aún se vería en el nombre de cada episodio.
En enero de 2016, Netflix ordenó una segunda temporada de 13 episodios. Raelle Tucker se unió a la serie como productora ejecutiva y escritora de la segunda temporada, reemplazando a Friedman, quien dejó la serie para trabajar en el piloto de la serie de ABC, Conviction. Se ordenó una tercera temporada, el 12 de abril de 2018, un mes después que la segunda temporada fue estrenada. Ese agosto, Rosenberg firmó un acuerdo para pasar de Netflix a Warner Bros. Television para desarrollar nuevos proyectos para este último, después de haber estado buscando "hacer algo diferente". Rosenberg siguió siendo la showrunner de la serie hasta la finalización de la tercera temporada, con Scott Reynolds uniéndose a ella como co showrunner.

### Guion
[Somos] muy conscientes de que esta es la primera superheroína que Marvel presenta como protagonista. Pero nunca hubo la intención de "esta es una serie de problemas, estamos lidiando con problemas". Si bien los temas de agresión sexual y las mujeres en el poder son todos temas que ciertamente me apasiona abordar, el programa se trata de explorar el funcionamiento interno de Jessica Jones y su conjunto.
Showrunner, Melissa Rosenberg al abordar los "problemas".

Rosenberg habló sobre la libertad que tenía la serie y dijo que iría "aún más lejos en todas nuestras narraciones" que lo que hizo Brian Michael Bendis en el cómic Alias: "Esa es la belleza de trabajar con Netflix. Son 13 [episodios]. No hay piloto y luego se obtienen comentarios, reacciones y calificaciones. Estás en esta burbuja. Entonces, ¿cuál es la historia que quieres contar? ¿Adónde quieres ir [con los personajes]?" Ampliando esto, Rosenberg dijo que "comenzamos con material fuente increíble [de Bendis] y Jessica Jones no es tan conocida en el universo obviamente como Daredevil y todos los demás, por lo que realmente permite una gran cantidad de libertad allí. Así que hay restricciones en términos de Universo [cinematográfico] de Marvel de ciertas reglas de la mitología, pero dentro de eso es libre". Rosenberg señaló que la serie final es muy diferente de la versión que desarrolló para ABC debido a la diferente mitología del UCM.
Rosenberg invitó a Bendis a la sala de escritores de la serie al principio del proceso de escritura, para que los escritores pudieran hacerle cualquier pregunta a Bendis sobre el personaje. Se alejó de la reunión diciendo que: "Estaban haciendo las preguntas correctas, y eso es una buena señal". Bendis también señaló que Rosenberg estaba abordando el personaje y los problemas de violación y abuso de manera diferente a él, sobre lo cual dijo: "Tomé la decisión correcta para mí como escritor en ese entonces y ellos están tomando la decisión correcta para ellos como escritores ahora". Pensé en cuánto es diferente y cuánto ha cambiado, y si no se menciona en "Jessica", ¿cuándo se mencionará? Entonces dije, 'Sí, deberías'. Pensé que Melissa y los escritores eran las personas adecuadas para hacerlo y que ese medio era el más adecuado para contar ese tipo de historia".

### Casting
En agosto de 2014, Sarandos dijo que la serie estaba empezando a buscar "elegir a Jessica". En noviembre, Krysten Ritter, Alexandra Daddario, Teresa Palmer, Jessica De Gouw y Marin Ireland estaban siendo evaluados para el papel de Jessica Jones, con Ritter audicionando desde octubre. Además, Lance Gross, Mike Colter y Cleo Anthony competían por el papel de Luke Cage, que se imaginó como un papel recurrente en la serie antes de encabezar Luke Cage. Al mes siguiente, Ritter fue elegida como Jessica Jones. Ritter y Palmer habían sido los candidatos finales para el papel, y ambos audicionaron junto a Colter para probar la química. Colter fue confirmado como Luke Cage más tarde en diciembre. En enero de 2015, David Tennant fue elegido como Kilgrave, y Rachael Taylor fue elegida como Patricia "Trish" Walker. Este último personaje se agregó a la serie como reemplazo de Danvers, ya que estaba lista para aparecer en su propia película. Un mes después, Carrie-Anne Moss se unió al elenco, y su papel se reveló en octubre como una versión femenina del personaje de cómic masculino, Jeri Hogarth. También en febrero, Eka Darville, Erin Moriarty y Wil Traval fueron elegidos como Malcolm Ducasse, Hope Shlottman, y Will Simpson, respectivamente. 
Ritter, Taylor, Darville, y Moss regresan para la segunda temporada. A ellos se unen J.R. Ramirez como Oscar Arocho, Terry Chen como Pryce Cheng, Leah Gibson como Inez Green, y Janet McTeer como Alisa Jones. Traval y Tennant también aparecen en la segunda temporada como estrellas invitadas. Ritter, Taylor, Moss y Darville también regresan para la tercera temporada.

### Diseño

#### Disfraces
Stephanie Maslansky regresó como diseñadora de vestuario para Jessica Jones después de hacerlo para Daredevil, y Jenn Rogien la ayudó en el primer episodio, quien diseñó el traje de chaqueta de cuero de Jessica Jones, jeans desgastados y botas. Las elecciones de moda de Maslansky para cada personaje fueron influenciadas por sus encarnaciones cómicas, y dijo: "Realmente tienes que estudiar la historia de los personajes originales y ver cómo se visten, cómo se dibujaron originalmente, cómo evolucionaron a lo largo de los años en estos cómics. Y lo que podrías descubrir es que, como se ilustra, usan la misma cosa todo el tiempo". Maslansky también afirmó que "todos tienen un aspecto muy específico, y puedes variar dentro de ese aspecto, pero no es exagerado. Tiene que sentirse realista y estar muy arraigado en esta realidad auténtica que hemos creado en Hell's Kitchen". Sobre el vestuario de Jones, Maslansky dijo que "considera que su ropa es una armadura y un escudo y algo que la ayuda a mantener una distancia de otras personas y la privacidad. Le impide tener que lidiar con el resto de la humanidad de cierta manera". Se fabricaron al menos diez versiones de la chaqueta de Jones, que comenzó como una chaqueta de motociclista de cuero de Acne Studios a la que se le quitaron "características y cualquier detalle de diseño superfluo adicional", mientras que se usaron veinte pares de jeans. Cada pieza estaba envejecida y desgastada.

#### Secuencia de apertura
La secuencia de apertura de la serie, creada por Imaginary Forces, incorpora el tema de estilo jazz del compositor Sean Callery, mezclado con obras de arte de David Mack, el artista de la portada del cómic original Alias, "llevando [al espectador] por los rincones más sórdidos y noir-esque de Hell's Kitchen, como a través de los ojos de Jessica".
Arisu Kashiwagi, diseñador principal de Imaginary Forces para la secuencia de apertura, se "inspiró en toda la actividad cambiante y las viñetas dentro de esas filas de ventanas [para edificios al estilo de Nueva York]: los patrones de luz, color, narraciones y siluetas gráficas. Es bastante sorprendente lo mucho que se puede ver y la cantidad de ventanas con persianas bien abiertas [...] Podría entender nuestra fascinación innata con la ventana trasera y ese placer incómodo al captar un pequeño fragmento de un acto privado". También miró "Night Windows" de Edward Hopper y las pinturas de Gerhard Richter como referencia. Con el fin de diferenciar la secuencia de otras inspiradas en la pintura, Kashiwagi optó por adoptar "un aspecto más moderno y abstracto al mismo tiempo que adoptaba el espíritu de las acuarelas de David Mack de Alias. Sobre el concepto de diseño, agregó: "Basamos el concepto en el trastorno de estrés postraumático y el alcoholismo de Jessica, su punto de vista borroso y poco confiable, y lo traducimos visualmente usando trazos de pintura que manchan y ofuscan las escenas [...] las escenas aparecerían solo en pequeñas secciones del encuadre, ya sea bloqueadas por un elemento de primer plano o contenidas dentro de un dispositivo de encuadre recortado". Michelle Dougherty, directora creativa del proyecto, observó la secuencia de apertura de Rear Window de Alfred Hitchcock para ayudar a crear el "enfoque voyeurista", así como "usar la ciudad como un personaje" para resaltar "los lugares oscuros [y] la arena" donde investiga Jones.

### Rodaje
El rodaje de la serie se llevó a cabo en la ciudad de Nueva York, incluidas las áreas de Brooklyn y Long Island City que todavía se parecen a la antigua Hell's Kitchen, Douglaston, Queens, así como trabajos de sonido. Manuel Billeter se desempeñó como director de fotografía de la serie. Petr Hlinomaz fue el director de fotografía del episodio; «A.K.A. I Wish».[cita requerida]

### Efectos visuales
Los efectos visuales de la serie fueron realizados por el estudio de Nueva York, Shade VFX, que también trabajó en Daredevil, con Bryan Goodwin como supervisor de efectos visuales.

### Música
En la Convención Internacional de Cómics de San Diego de 2015, Sean Callery reveló que estaba componiendo la música para la serie. Callery no comenzó a componer el tema principal de la serie hasta después de leer dos o tres guiones, y no vio los gráficos de apertura hasta después del segundo episodio, momento en el que tenía "un marco para un tema que [él] esperaba que funcionara". En ese momento, Callery dijo que comenzó a "jugar" con ideas para el tema, y finalmente se decidió por una que sintió que tenía una cualidad "furtiva y divertida", y agregó que Jessica Jones "tiene un humor seco, una ventaja real para ella. Pero había algo en este personaje que tenía un pequeño bigote de alegría, como un gato o algo así". Después de crear el tema, Callery comenzó a trabajar en la calidad rítmica del mismo y finalmente orquestó por completo su idea en lo que se convirtió en el tema de apertura resultante. Con respecto a la entrada de la guitarra eléctrica, Callery señaló que "se hizo más grande allí porque mientras miraba los gráficos, las luces se pusieron un poco más estroboscópicas. Entonces fue cuando decidí que la guitarra eléctrica podría ser una especie de buen complemento allí, así que que toda la pieza sería un poco más". Un álbum de la banda sonora de la primera temporada se lanzó digitalmente el 3 de junio de 2016. Jamie Forsyth también contribuyó a la música de la primera temporada. Un álbum de la banda sonora de segunda temporada se lanzó digitalmente el 16 de marzo de 2018. Un álbum de banda sonora para la tercera temporada se lanzó digitalmente el 19 de julio de 2019.

### Conexiones con el Universo cinematográfico Marvel
Jessica Jones es la segunda serie ordenada por Netflix, después de Daredevil, y fue seguida por Luke Cage, y Iron Fist, que conducen a la miniserie The Defenders. En noviembre de 2013, el CEO de Disney, Bob Iger declaró que, si los personajes resultan populares en Netflix, "es muy posible que se conviertan en películas", lo que fue repetido por Sarandos en julio de 2015. En agosto de 2014, Vincent D'Onofrio, que interpreta a Wilson Fisk en Daredevil, exclamó que después de "las cosas de las series con Netflix", Marvel tiene "un plan más grande para expandirse". En marzo de 2015, Loeb habló sobre la capacidad de las series para cruzarse con las películas del MCU y las series de televisión de ABC, diciendo: "Tal como está ahora, de la misma manera que nuestras películas comenzaron como autosuficientes y luego, cuando llegamos a The Avengers, se volvió más práctico para el Capitán América hacer un pequeño cruce con Thor 2 (2013) y que Bruce Banner aparezca al final de Iron Man 3 (2013). Tenemos que ganarnos eso. La audiencia necesita entender quiénes son todos estos personajes y qué es el mundo antes de que comiencen a mezclarse en términos de hacia dónde se dirige".
Sobre cruces específicos con Daredevil, que había completado su primera temporada cuando Jessica Jones comenzó a hacer su casting, Loeb dijo que "están en la misma área. En algunos casos están en el mismo barrio. Una de las cosas que es importante para nosotros es que cuando entras en la comisaría, es la misma comisaría. Cuando vas al hospital, empiezas a ver a las mismas personas. [Pero] no queremos que la gente de repente diga: 'Espera, ¿es Matt Murdock el que camina por la calle?' Porque eso se va a sentir extraño, y de una manera extraña se sentirá falso".  Sobre existir en el MCU, específicamente en el mismo mundo que las otras series de Netflix, Rosenberg dijo: Jessica Jones es un programa muy, muy diferente a Daredevil. Existimos en un universo cinematográfico, [y] la mitología del universo está conectada, pero se ven muy diferentes, tonalmente son muy diferentes [...] Eso era mi única preocupación: ¿Voy a tener que encajar en Daredevil o en lo que ha venido antes? Y la respuesta es no".

## Marketing
Disney Consumer Products creó una pequeña línea de productos para atender a una audiencia más adulta, dado el tono más atrevido del programa. Paul Gitter, vicepresidente senior de Marvel Licensing para Disney Consumer Products, explicó que el enfoque estaría más en adolescentes y adultos que en personas muy jóvenes, con productos en puntos de venta como Hot Topic. Además, se creó un programa de mercadería, «Marvel Knights» para respaldar las series, lo que crea nuevas oportunidades para líneas de productos individuales y productos enfocados en coleccionistas. Los socios de licencias querían asociarse con Marvel, a pesar de que no se trata de un proyecto cinematográfico, dados sus éxitos anteriores.

## Estreno

### Streaming
Jessica Jones se estrenó en el servicio de streaming, Netflix, en todos los territorios donde estuvo disponible, en Ultra HD 4K y alto rango dinámico (HDR). La primera temporada se mejoró para estar disponible en HDR después de su estreno inicial por parte del proveedor de posproducción Deluxe. Los episodios de cada temporada se estrenaron simultáneamente, a diferencia de un formato serializado, para fomentar la observación maratónica, un formato que se ha utilizado para otras series originales de Netflix. A pesar de ser calificada como un "Original de Netflix", los derechos de la licencia fueron trasladados de Netflix a Disney.
Jessica Jones fue eliminada de Netflix el 1 de marzo de 2022, junto con las otras series Marvel de Netflix, debido a que la licencia de Netflix para la serie finalizó y Disney recuperó los derechos. Disney optó por que Netflix no pagara una gran tarifa de licencia para conservar los derechos de distribución de la serie, y en cambio, anunció que toda las series estarían disponible en Disney+ el 16 de marzo en Estados Unidos, Canadá, Reino Unido, Irlanda, Australia y Nueva Zelanda, y en los demás mercados de Disney+ a finales de 2022. En los Estados Unidos y Latinoamérica, se introdujeron controles parentales revisados en el servicio para permitir que se agregue el contenido más adulto de la serie, de manera similar a los controles que ya existen para otras regiones que tienen el centro de contenido, Star.

### Medios domésticos
| Temporada | Fechas de lanzamiento en DVD | Fechas de lanzamiento en DVD | Fechas de lanzamiento en DVD | Fechas de lanzamiento en Blu-ray | Fechas de lanzamiento en Blu-ray |
| Temporada | Región 1                     | Región 2                     | Región 4                     | Región A                         | Región B                         |
| --------- | ---------------------------- | ---------------------------- | ---------------------------- | -------------------------------- | -------------------------------- |
| 1         | 22 de agosto de 2017         | 5 de diciembre de 2016       | 7 de diciembre de 2017       | 22 de agosto de 2017             | 5 de diciembre de 2016           |
| 2         | —                            | —                            | —                            | —                                | —                                |
| 3         | —                            | —                            | —                            | —                                | —                                |

## Recepción

### Audiencia
Antes de la cancelación de la serie, Netflix no reveló el número de suscriptores de ninguna de sus otras series originales. Sin embargo, Karim Zreik, vicepresidente sénior de programación original de Marvel Television, proporcionó algunos datos demográficos de la audiencia de Jessica Jones en agosto de 2017, y señaló que la serie ha atraído a una gran cantidad de espectadores femeninos. También en el mes, Netflix publicó los patrones de visualización de las series Marvel de Netflix. Los datos, que provienen de las "1300 'comunidades de gusto' de Netflix en todo el mundo, donde los suscriptores se agrupan según lo que ven", mostraron que los espectadores no verían la serie en orden cronológico por estreno, sino que comenzarían con Jessica Jones, luego Daredevil, Luke Cage y finalmente Iron Fist. Todd Yellin, vicepresidente de innovación de productos de Netflix, señaló que las audiencias ven la serie "en orden de interés y cómo aprenden sobre ella". Los datos de Netflix también mostraron que un espectador que veía Jessica Jones con mayor frecuencia pasaba a Daredevil, y viceversa, con Yellin calculando que Jessica Jones y Luke Cage habría emparejado más, dado que Cage fue presentado en Jessica Jones. Los datos también revelaron que otras "comedias y programas con mujeres fuertes" como Friends, Master of None y Orange Is the New Black llevó a los espectadores a iniciar Jessica Jones. En octubre de 2018, Crimson Hexagon, una empresa de información del consumidor, publicó datos que examinaban el "revuelo en las redes sociales" sobre la serie para intentar correlacionarlo con la audiencia potencial. Los datos mostraron que cuando se estrenó la primera temporada en noviembre de 2015, la temporada tenía poco menos de 300 000 publicaciones en Twitter e Instagram al respecto, y cuando se estrenó la segunda temporada en marzo de 2018, las publicaciones se redujeron a la mitad, a menos de 150 000.

### Respuesta crítica
| Temporada | Temporada | Rotten Tomatoes  | Metacritic      |
| --------- | --------- | ---------------- | --------------- |
|           | 1         | 94% (80 reseñas) | 81 (32 reseñas) |
|           | 2         | 82% (89 reseñas) | 70 (19 reseñas) |
|           | 3         | 73% (40 reseñas) | 65 (7 reseñas)  |

Para su primera temporada, el sitio web del agregador de reseñas, Rotten Tomatoes reportó un índice de aprobación del 94% con una calificación promedio de 8.24/10, según 80 reseñas. El consenso crítico del sitio web dice: "Jessica Jones construye un drama multifacético en torno a su atractivo antihéroe, que ofrece lo que podría ser la franquicia televisiva más fuerte de Marvel hasta la fecha". Metacritic, que usa un promedio ponderado, se le asigna una puntuación de 81 sobre 100 según 32 críticos, lo que indica "aclamación universal".
Para la segunda temporada, Rotten Tomatoes reportó un índice de aprobación del 82% con una calificación promedio de 6.97/10, según 87 reseñas. El consenso crítico del sitio web dice: "Si bien Jessica Jones se desarrolla más lentamente y con menos enfoque que su temporada inaugural, su atractivo nuevo arco de personajes detalla con más detalle a la Defensora más carismática". Metacritic asignó a la temporada una puntuación de 70 sobre 100 según 19 críticos, lo que indica "críticas generalmente favorables".
Para la tercera temporada, Rotten Tomatoes reportó un índice de aprobación del 73% con una calificación promedio de 6.40/10, según 40 reseñas. El consenso crítico del sitio web afirma: "Incluso si no es el final más satisfactorio para toda una era de la televisión de Marvel, el último capítulo de Jessica Jones termina con fuerza al darle a su complicada heroína el espacio para cambiar, y Krysten Ritter una última oportunidad para trabajar su magia sarcástica". Metacritic otorgó una puntuación media ponderada de 64 sobre 100, basada en 6 críticos, lo que indica "críticas generalmente favorables".

### Reconocimientos
| Año  | Premio                                     | Categoría                                                                       | Nominado/a(s)                                                     | Resultado | Ref.    |
| ---- | ------------------------------------------ | ------------------------------------------------------------------------------- | ----------------------------------------------------------------- | --------- | ------- |
| 2015 | TVLine's Performer of the Week             | Actuación en episodio: «AKA You're a Winner!»                                   | Krysten Ritter                                                    | Ganadora  | [ 111 ] |
| 2016 | People's Choice Awards                     | Actor favorito de televisión de ciencia ficción/fantasía                        | David Tennant                                                     | Nominado  | [ 112 ] |
| 2016 | Premios de la Crítica Televisiva           | Mejor actriz en serie de drama                                                  | Krysten Ritter                                                    | Nominada  | [ 113 ] |
| 2016 | Dorian Awards                              | Actuación televisiva del año - Actriz                                           | Krysten Ritter                                                    | Nominada  | [ 114 ] |
| 2016 | Premios Empire                             | Mejor Serie de TV                                                               | Jessica Jones                                                     | Nominada  | [ 115 ] |
| 2016 | Premio Peabody                             | Entretenimiento y programas infantiles                                          | Jessica Jones                                                     | Ganadora  | [ 116 ] |
| 2016 | Premios Nebula                             | Premio Ray Bradbury a la mejor presentación dramática                           | Scott Reynolds, Melissa Rosenberg, y Jamie King (por «AKA Smile») | Nominados | [ 117 ] |
| 2016 | Premios Webby                              | Logro especial: Mejor actriz                                                    | Krysten Ritter                                                    | Ganadora  | [ 118 ] |
| 2016 | Glamour Awards                             | Actriz de televisión internacional                                              | Krysten Ritter                                                    | Ganadora  | [ 119 ] |
| 2016 | Premios Saturn                             | Mejor serie de televisión de nuevos medios                                      | Jessica Jones                                                     | Nominada  | [ 120 ] |
| 2016 | Premios Saturn                             | Mejor actriz en televisión                                                      | Krysten Ritter                                                    | Nominada  | [ 120 ] |
| 2016 | Premios Saturn                             | Mejor actor de televisión de reparto                                            | David Tennant                                                     | Nominado  | [ 120 ] |
| 2016 | Television Critics Association             | Programa nuevo sobresaliente                                                    | Jessica Jones                                                     | Nominada  | [ 121 ] |
| 2016 | Premios Hugo                               | Mejor Presentación Dramática – Forma Corta                                      | Episodio: «AKA Smile»                                             | Ganador   | [ 122 ] |
| 2016 | Primetime Creative Arts Emmy Awards        | Mejor diseño de secuencias de título principal                                  | Jessica Jones                                                     | Nominada  | [ 123 ] |
| 2016 | Primetime Creative Arts Emmy Awards        | Mejor tema musical del títulos principales                                      | Sean Callery                                                      | Ganador   | [ 123 ] |
| 2016 | Online Film & Television Association Award | Mejor tema musical nuevo en una serie                                           | Sean Callery                                                      | Nominado  | [ 124 ] |
| 2016 | Online Film & Television Association Award | Mejor secuencia nueva de títulos                                                | Jessica Jones                                                     | Nominada  | [ 124 ] |
| 2016 | Premios Gotham                             | Serie revolucionaria – Formato Largo                                            | Jessica Jones                                                     | Nominada  | [ 125 ] |
| 2018 | Primetime Creative Arts Emmy Awards        | Composición musical sobresaliente para una serie (partitura dramática original) | Sean Callery                                                      | Nominado  | [ 126 ] |
| 2018 | People's Choice Awards                     | La serie de ciencia ficción/fantasía de 2018                                    | Jessica Jones                                                     | Nominada  | [ 127 ] |
| 2019 | Premios Saturn                             | Mejor serie de televisión de superhéroes en streaming                           | Jessica Jones                                                     | Nominada  | [ 128 ] |
| 2019 | Premios Saturn                             | Mejor actriz en una presentación en streaming                                   | Krysten Ritter                                                    | Nominada  | [ 128 ] |

En diciembre de 2015, IGN nombró a Jessica Jones como la mejor serie de programación original de Netflix estrenada hasta la fecha. Las temporadas dos y tres fueron reconocidas con The ReFrame Stamp por contratar a personas de bajos recursos identidades de género y de color.

## Otros medios
En noviembre del año 2015, se lanzó una actualización para el videojuego móvil de lucha Marvel: Contest of Champions, que presenta una misión de seis partes que involucra a Jessica Jones y Daredevil, junto con un nivel basado en Hell's Kitchen. Además, Jessica Jones se agregó al juego de rol Marvel: Future Fight.

## Cancelación y futuro
La serie se canceló el 18 de febrero de 2019, antes del estreno de la tercera temporada. Antes de su cancelación, Kevin A. Mayer, presidente de Walt Disney Direct-to-Consumer and International, señaló que, si bien aún no se había discutido, existía la posibilidad de que Disney+ pudiera revivir las otras series Marvel de Netflix canceladas. El vicepresidente sénior de originales de Hulu, Craig Erwich, también dijo que el servicio de streaming estaba abierto a revivir las anteriores series de Netflix.
Antes de la aparición de Charlie Cox en Echo, que se estrenó en enero de 2024, el jefe de streaming de Marvel Studios, Brad Winderbaum reconoció que Marvel Studios había sido anteriormente "un poco cauteloso" acerca de lo que era parte de su Sagrada Línea del Tiempo, señalando cómo había habido una división corporativa entre lo que creó Marvel Studios y lo que creó Marvel Television. Continuó diciendo que a medida que ha pasado el tiempo, Marvel Studios ha comenzado a ver "lo bien integradas que están las historias [de Marvel Television]" y personalmente se sintió "confiado" al decir que la serie Daredevil de Netflix era parte de la Sagrada Línea del Tiempo. Con el estreno de Echo, todas las series de Netflix se agregaron a la Cronología de Disney+ con Jessica Jones colocada junto al contenido de la Fase Dos del MCU, entre las películas Guardianes de la Galaxia y Avengers: Age of Ultron (2015). Una actualización de la línea de tiempo de Disney+ dividió la serie por temporada, con la segunda temporada de Jessica Jones colocada después de Doctor Strange (2016), y la tercera entre Thor: Ragnarok (2017) y Ant-Man and the Wasp (2018).